# Маркус, Маноле
Мано́ле Ма́ркус (рум. Manole Marcus; 8 января 1928, Бухарест, Румыния — 12 октября 1994, там же) — румынский кинорежиссёр, сценарист и актёр.

## Биография
В 1955 году окончил Институт имени Караджале. Дебютировал короткометражкой «За яблоками». С 1960 года работал самостоятельно.

## Фильмография

### Режиссёр
- 1953 — За яблоками / La mere (по Антону Чехову, 1955, с Юлианом Миху)
- 1959 — Однажды утром / Într-o dimineaţă (д/ф)
- 1960 — Жизнь не прощает / Viaţa nu iartă (с Юлианом Миху)
- 1961 — Не хочу жениться / Nu vreau să mă însor
- 1962 — Улицы помнят / Străzile au amintiri
- 1964 — Квартал веселья / Cartierul veseliei (советском прокате «Династия непокорённых»)
- 1966 — Под созвездием Девы / Zodia Fecioarei
- 1969 — Канарейка и буря / Canarul şi viscolul
- 1971 — Власть и Правда / Puterea şi adevărul
- 1972 — Заговор / Conspiraţia
- 1973 — Капкан / Capcana
- 1973 — Трудный путь на Типперари / Departe de Tipperary
- 1975 — Актёр и дикари / Actorul şi sălbaticii
- 1975 — Операция «Чудовище» / Operaţiunea Monstrul
- 1977 — Цианистый калий и капли дождя / Cianura şi picătura de ploaie
- 1979 — Человек, который нам нужен / Omul care ne trebuie
- 1980 — Гнездо стрекоз / Punga cu libelule
- 1981 — Нон-стоп / Non stop
- 1981 — Гордыня / Orgolii
- 1983 — Как в кино / Ca-n filme
- 1984 — Митикэ Попеску / Mitică Popescu
- 1989 — Великий вызов / Marea sfidare

### Сценарист
- 1964 — Квартал веселья / Cartierul veseliei (с Йоаном Григореску, в советском прокате «Династия непокорённых»)
- 1977 — Цианистый калий и капли дождя / Cianura şi picătura de ploaie (с Вирджилом Могосом)

### Актёр
- 1975 — Актёр и дикари / Actorul şi sălbaticii — художник

## Награды
- 1975 — номинация на «Золотой приз» IX Московского международного кинофестиваля («Актер и дикари»)